# Parque Estadual do Espinilho
O Parque Estadual do Espinilho (PEE) é uma unidade de conservação localizada no município brasileiro de Barra do Quaraí, no extremo sudoeste do Rio Grande do Sul.
O parque foi criado em 1975 pelo Decreto Estadual nº 23.798, inicialmente com uma área de 276 hectares. Sua área foi ampliada em 2002, pelo Decreto Estadual  Nº 41.440(28 de Fevereiro de 2002), ocupando agora 1.617,14 hectares. Não está aberto à visitação pública.
O clima da região é do tipo Cfa de Köeppen, com médias anuais de temperatura de 23,4 °C e precipitação de 1300 mm. Os solos do local são predominantemente Gleissolo Melânico Carbonático solódico, hidromórficos e de textura média.
Espinilho é um vegetal arbóreo com dimensões que podem alcançar três metros de altura, espinhento e que produz uma pequena cápsula de um centímetro onde estão as sementes. A distribuição dessa vegetação é característica da região que se inicia na beira dos rios Espinilho
, Mourões, Quaraí Mirim e, depois, rio Quaraí, onde está localizado o parque. Fica no início da confluência dos rios, na região antigamente conhecida como Campo Osório, onde na revolução de 1893 foi morto o almirante Saldanha da Gama.
O local apresenta diversas espécies de animais e plantas, muitas delas restritas àquela região. O ecossistema não tem ocorrência em nenhuma outra área do país. As espécies de maior ocorrência na vegetação do tipo Savana Parque, típica do PESP, são as Prosopis nigra e Prosopis affinis, algarrobo e inhanduvay respectivamente, bem como alguns exemplares de quebracho blanco. Entre os animais, podemos observar o Cardeal amarelo que é endêmico ao Parque, bem como os formigueiros gigantes de formigas da espécie Atta vollenweideri.
A fauna e a flora são exuberantes, uma vez que são encontrados bandos de capivaras, alguns cervos galhados, veado virá, graxains, pacas, lontras, jaguatiricas, socós, tachãs, colhereiros e uma infinidade de pássaros menores.